# Musée national afghan de Kaboul

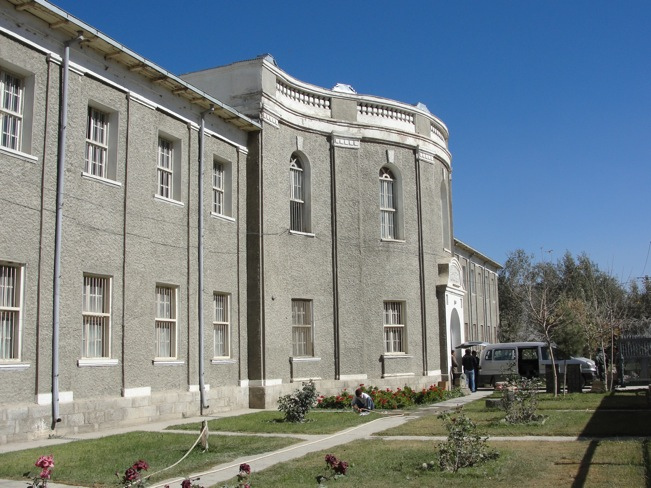
Le musée en 2010.

Le Musée national afghan (en Dari : موزیم ملی افغانستان) est le musée principal de l'Afghanistan. 
Il occupe un bâtiment de la capitale, Kaboul, construit en 1922. Il se situe à huit kilomètres du centre-ville, dans le faubourg de Darulaman. Les collections du musée comptèrent parmi les plus importantes d'Asie centrale avec plus de 100 000 éléments, témoignant du rôle de carrefour tenu par l'espace afghan. 
Le bâtiment a été très largement détruit et les collections ont été pillées pendant la guerre civile afghane. 
Avec l'aide de la communauté internationale, le musée a néanmoins rouvert en 2004, mais dans une configuration beaucoup plus réduite.

## Histoire

### La constitution des collections
En 1919, le premier musée intègre des collections de manuscrits, des miniatures, des armes anciennes et des objets d’art.
En 1931, il s'installe dans le bâtiment actuel sous le règne du roi Amanullah.
La délégation archéologique française en Afghanistan, fondée en 1922, joue un rôle essentiel dans l'enrichissement des collections. Et notamment avec des apports de l'époque préhistorique à l'époque musulmane : les fouilles concernent en particulier les sites de Tepe Fullol, Aï-Khanoum, Tillia-Tepe et Bagram.

### Le musée dans la guerre
En 1992-1996 la guerre civile voit de fréquents tirs de roquettes tomber sur la bâtisse. Le bâtiment subit un bombardement très grave en 1993, suivi d'une vaine tentative de consolidation par les Nations unies en 1994.
Ces aléas ont entraîné de nombreuses pertes : outre les destructions précédentes, ce qui avait pu être conservé des collections subit un édit du Mollah Omar visant à la destruction des « idoles », les sculptures en particulier bouddhiques étant visées.
La période a également été propice aux vols et sorties illégales du territoire au profit de collectionneurs privés et par un réseau criminel.

### Une difficile renaissance
Contre toute attente -même si des informations dans ce sens circulaient depuis la fin des années 1990-, en 2004 réapparaissent des œuvres préservées : Mises en caisses par les agents du musée entre 1979 et 1988, elles furent déposées dans les coffres de la Banque centrale afghane où elles restèrent pendant un quart de siècle. 
L'ouverture des caisses fut opéré par une équipe constitué d'Afghans et le soutien entre autres du National Geographic, aboutissant à la redécouverte d'environ 26000 objets.
La renaissance du musée obéit aussi à une volonté politique : à partir de 2002-2003, l'Unesco procède à des mesures d'urgence sur le bâtiment pour l'isoler des intempéries. En 2003-2004 l'ensemble du bâtiment est restauré.
L'opération bénéficie d'une aide internationale en particulier de la Grèce.
En parallèle, un travail de formation de personnel longtemps éloigné et d'inventaire est effectué, effectué aux 3/4 en 2004-2005.
La structure a pu rouvrir en octobre 2004 avec une exposition permanente sur le Nuristan. Durant la même période, une action de restauration, suivie d'une exposition au Musée Guimet a lieu sur les « Trésors préservés d'Afghanistan » en 2006-2007.  Cette exposition est invitée à Londres, en 2008, par  la National Gallery. Puis,  elle voyage, en  été 2009, au Metropolitan de New York.
Après l'offensive des talibans de 2021 et la chute de Kaboul, Mohammad Fahim Rahimi, directeur du musée depuis 2016, avait promis de rester directeur et de préserver sa collection, alors que l'inquiétude grandissait quant à une possible répétition de la destruction d'une fraction de la collection par les talibans dans les années 1990. En 2025 il est directeur du Cultural Heritage of Afghanistan Conservation and Research Institute. En mars 2023, Mohammad Zubair Abedi est le directeur par intérim du musée.

## Collection et œuvres perdues

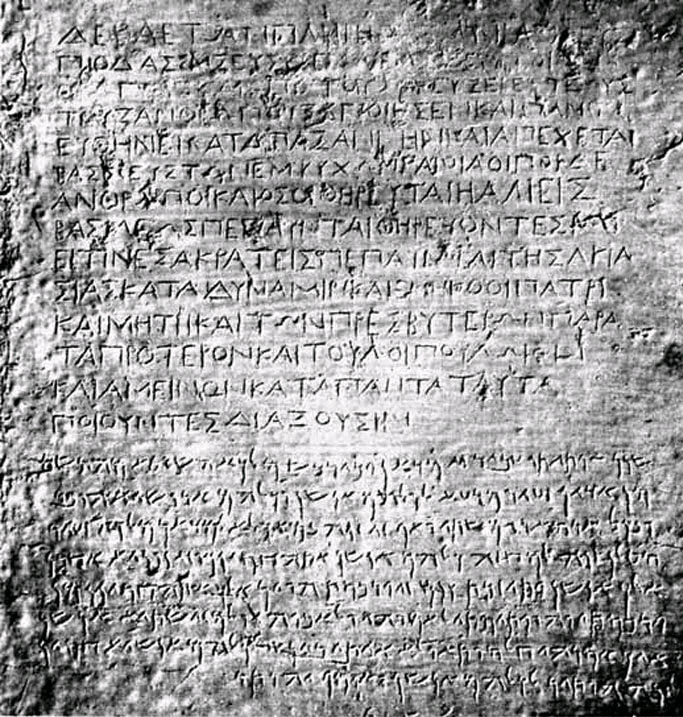
Inscription bilingue d'Açoka de Kandahar.

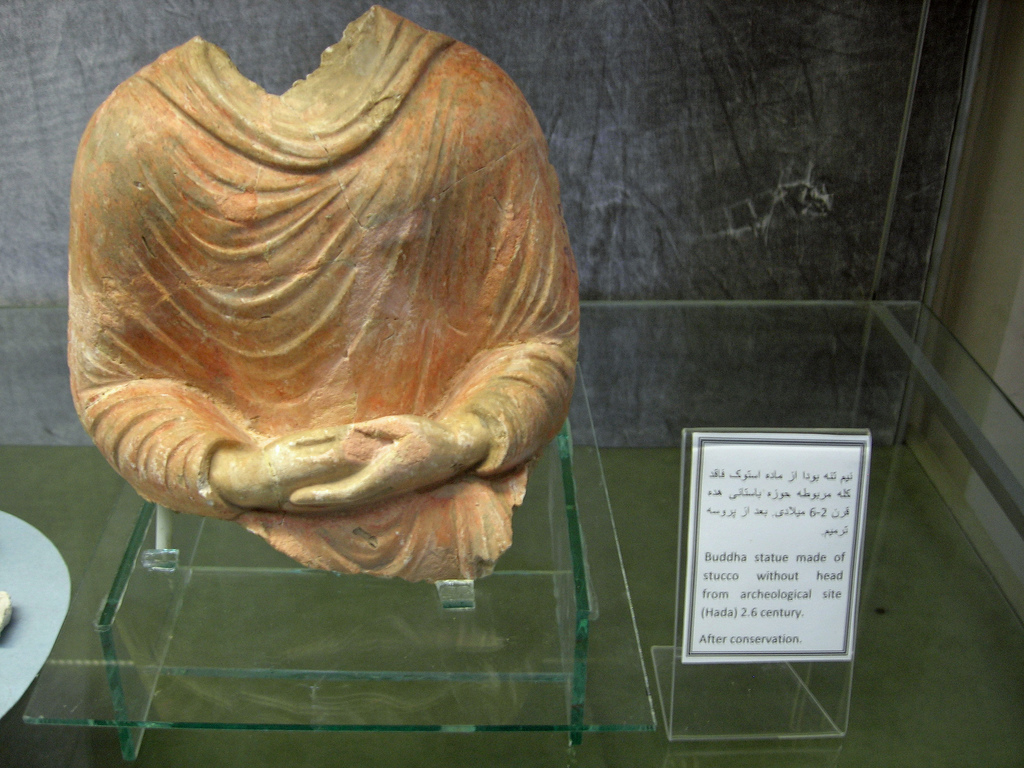
Une statue de Bouddha vandalisée.

Le musée est à l'heure actuelle davantage une volonté politique qu'un lieu d'exposition d'un riche patrimoine et de vulgarisation scientifique. Il est difficile d'inventorier les œuvres disparues, car les archives du musée ont disparu. Une liste des œuvres perdues ou en danger en 1998, donc avant les destructions talibanes, est disponible en ligne. Parmi d'autres pertes irremplaçables, la fameuse inscription bilingue d'Açoka du IIIe siècle av. J.-C. a disparu, ainsi que :
- ivoires de Bagram,
- collections numismatiques,
- fragments de fresques bouddhiques de Bamiyan,
- statues gréco-bouddhiques.

Situé à l'écart du centre-ville de la capitale, les autorités craignent d'y replacer les trésors retrouvés qui sont considérés comme davantage en sécurité à l'étranger à l'occasion de l'exposition itinérante.
Le contexte politique national ne favorise pas la reprise des fouilles, même si la reconstitution de la DAFA en 2002 peut laisser espérer une reconstitution des collections, ce en dépit de pertes irremplaçables.